# Salix fargesii
A Salix fargesii a Malpighiales rendjébe, ezen belül a fűzfafélék (Salicaceae) családjába tartozó faj.

## Előfordulása
A Salix fargesii előfordulási területe a kínai Hupej, Kanszu, Senhszi és Szecsuan nevű tartományokban van.

## Változata
- Salix fargesii var. kansuensis (K.S. Hao ex C.F. Fang & A.K. Skvortsov) G.H. Zhu

## Megjelenése
Ez az ázsiai fűzfafaj körülbelül 3-4 méteresre nő meg.

## Képek

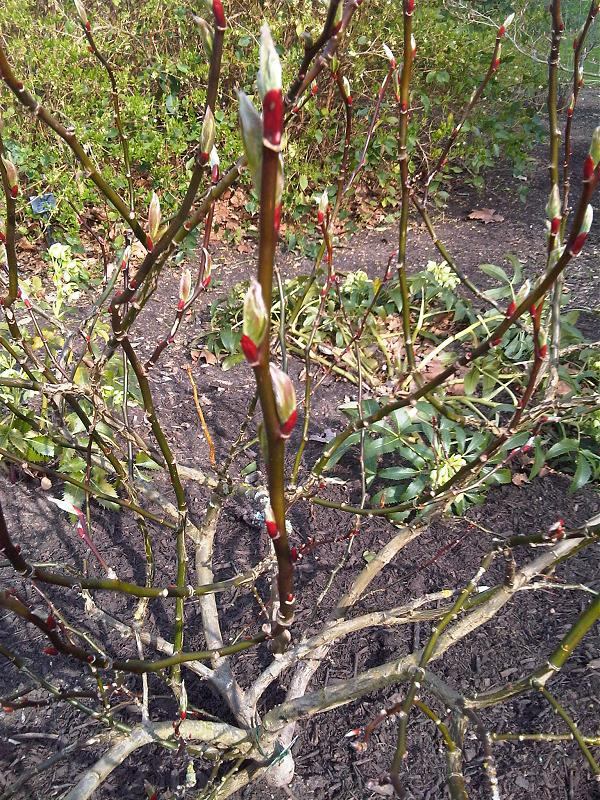
Friss rügyek
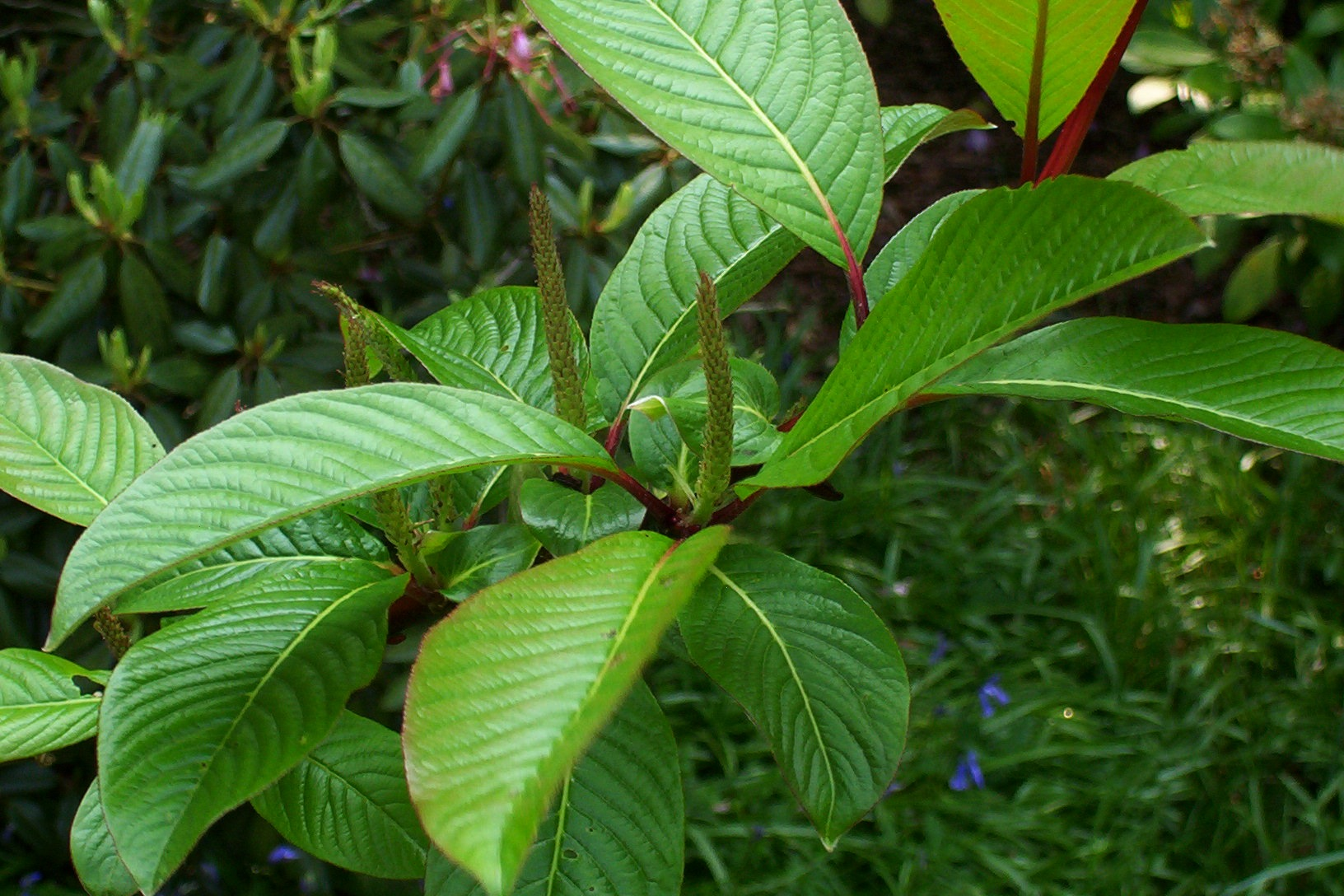
Levelei